# Alojzy Szczęśniak
Alojzy Szczęśniak (ur. 25 maja 1940 w Udorzu) – polski nauczyciel i polityk, poseł na Sejm PRL IX kadencji.

## Życiorys
Od 1956 pracował w szkolnictwie podstawowym i średnim. W latach 1969–1979 wizytator-metodyk i wizytator rejonowy w Krakowie oraz Bielsku-Białej. W okresie 1979–1982 był gminnym dyrektorem szkół w Makowie Podhalańskim. W 1963 został członkiem Zjednoczonego Stronnictwa Ludowego, a w 1964 Związku Nauczycielstwa Polskiego. W 1965 uzyskał tytuł zawodowy magistra historii w Wyższej Szkole Pedagogiki w Krakowie. Był prezesem Miejskiego Komitetu ZSL w Suchej Beskidzkiej, członkiem Wojewódzkiego Komitetu ZSL w Bielsku-Białej i zastępcą członka Naczelnego Komitetu ZSL oraz radnym Wojewódzkiej Rady Narodowej. Przewodniczący Rady Miejskiej Patriotycznego Ruchu Odrodzenia Narodowego i członek Rady Wojewódzkiej PRON w Bielsku-Białej. W latach 1985–1989 pełnił mandat posła na Sejm PRL IX kadencji w okręgu Andrychów z ramienia ZSL. Zasiadał w Komisji Ochrony Środowiska i Zasobów Naturalnych oraz w Komisji Edukacji Narodowej i Młodzieży.
W latach 1982–2002 był dyrektorem Zespołu Szkół Zawodowych Centralnego Związku Spółdzielni „Sch” im. Wincentego Witosa w Suchej Beskidzkiej (obecnie pod nazwą „Zespół Szkół im. Wincentego Witosa w Suchej Beskidzkiej”). Należy do Polskiego Stronnictwa Ludowego. Z jego listy bezskutecznie kandydował w 2006 i 2010 do sejmiku województwa małopolskiego oraz w 2007 z okręgu chrzanowskiego do Sejmu. W 2014 bez powodzenia kandydował do rady powiatu suskiego.
Otrzymał Krzyż Kawalerski Orderu Odrodzenia Polski (2000), Srebrny Krzyż Zasługi i Medal 40-lecia Polski Ludowej.